# Aphakie
 Mise en garde médicale
L’aphakie est l'absence de cristallin, la lentille de l'œil humain. L'aphakie entraîne des problèmes d'adaptation au milieu et aux images perçues, une hypermétropie et des problèmes liés à la « chambre noire » de l'œil.
L'aphakie primaire est congénitale. L'ablation chirurgicale du cristallin résulte en une aphakie secondaire. Cette opération est indiquée pour remédier à la cataracte, une maladie due à la vitrification (opacification) du cristallin, à une luxation, à un ulcère. Des complications sont liées à la vitrification de la rétine, et au glaucome.

## Aphakie primaire congénitale
La prévalence de l'absence congénitale de cristallin est inconnue. L'aphakie primaire congénitale est associée de façon variable à des anomalies oculaires secondaires (aplasie/dysplasie du segment antérieur de l’œil, microphtalmie, absence d'iris, dysplasie de la rétine, ou encore « sclérocornée »). L'aphakie primaire congénitale résulte d'un arrêt de développement survenant dans les premières semaines de l'embryogenèse, empêchant la formation du cristallin. Des mutations du gène FOXE3 ont été identifiées chez trois enfants atteints nés de parents consanguins.

## Signes et symptômes
Les patients souffrant d'aphakie sont généralement capables de distinguer des couleurs dans la plage de lumière à haute énergie (ultraviolets), qui sont normalement absorbés par le cristallin. Un des patients célèbres capable de distinguer — et imprimer — ces couleurs était le peintre Claude Monet, impressionniste français, qui fut opéré de la cataracte en 1923,.
Le cristallin contient un pigment jaune qui se résorbe avant l'âge de deux ans, puis se forme à nouveau à partir de la puberté. De ce fait, les longueurs d'onde courtes du domaine visible subissent une forte absorption. Les personnes sans cristallin sont donc beaucoup plus sensibles aux lumières bleues et violettes. Un sujet peut lire aisément les caractères éclairés par une lumière monochromatique de longueur d'onde 365 nanomètres, alors qu'un sujet normal ne le peut pas. Cette absorption a l'avantage de protéger la rétine ; et en effet, on a noté chez des aphatiques une altération de la vision du vert après une exposition aux ultraviolets. La vision des couleurs n'est pas autrement modifiée. Le chercheur Gaydon, devenu aphatique, nota en 1938 que l'ultraviolet 310–365 nm lui semblait de la même couleur que le bleu 453 nm ; tandis que, dans la même situation, Pinegin[Qui ?] indique en 1944 que le rayonnement de 390 nm a pour lui la couleur du violet de 410 nm, tandis que 365 et 334 nm ressembleraient au bleu-violet 435 nm, le 313 nm au bleu 491 nm, et 302 nm serait grisâtre.

## Prise en charge et correction
Elle est corrigée par des lunettes, par une lentille de contact ou par implantation d'un cristallin artificiel : « pseudo-phakie ».